# Pseudartonis
Pseudartonis är ett släkte av spindlar. Pseudartonis ingår i familjen hjulspindlar.

## Arter
- Pseudartonis flavonigra
- Pseudartonis lobata
- Pseudartonis occidentalis
- Pseudartonis semicoccinea